# Orodes II
Orodes II was koning van de Parthen van 57 v.Chr. tot 38 v.Chr..

## Orodes' regering

### Voorgeschiedenis
Orodes was de oudste zoon van Phraates III. Hij verkreeg het koningschap door samen met zijn broer Mithridates III zijn vader te vermoorden. Als oudste zoon volgde hij zijn vader op.

### Strijd met Mithridates (57-54 v.Chr.)
De eerste jaren van Orodes' regering staan in het teken van de strijd met zijn broer Mithridates. Mithridates legde zich namelijk niet neer bij het koningschap van zijn broer, maar ambieerde het ambt voor zichzelf. Aanvankelijk wist Mithridates het westelijk deel van Parthië aan zijn kant te krijgen, maar vanwege zijn tiranieke optreden verdreef de Parthische aristocratie hem in 56 v.Chr.
Het jaar daarop trok Mithridates met een leger vanuit Syrië Parthië binnen en veroverde een deel van het rijk. Orodes kreeg echter steun van Surenas, die een kundig legeraanvoerder bleek. Hij dreef Mithridates in het nauw. In 54 v.Chr. gaf Mithridates zich over, waarna Orodes hem ter dood liet brengen.

### De slag bij Carrhae (53 v.Chr.)
In 53 v.Chr. trok Marcus Licinius Crassus met een groot Romeins leger op naar Parthië, volgens Romeinse geschiedschrijvers uit eerzucht.
Tegelijkertijd werden de Parthen aangevallen door de Armeniërs, waardoor zij gedwongen waren op twee fronten strijd te leveren. Orodes besloot zijn leger te verdelen. Zelf voerde hij de infanterie aan die ten strijde trok tegen de Armeniërs. Surenas gaf hij het bevel over de cavalerie, die tegen de Romeinen zouden strijden.
Surenas' leger, dat slechts bestond uit 10.000 mannen (tegenover 40.000 Romeinen), ontmoetten de Romeinse troepen dicht bij Carrhae. In de veldslag die daarop losbarstte (de Slag bij Carrhae) vuurden de Parthishe ruiters een regen van pijlen op de Romeinen af. Kamelen werden ingezet om telkens nieuwe pijlen voor de ruiters aan te voeren. Vanwege de sterke bogen hadden de pijlen zo'n kracht dat ze de pantsers van de Romeinse legionairs konden doorboren. Bovendien lokten de Parthen de Romeinen in een hinderlaag doordat zij veinsden zich terug te trekken, maar zich dan plotseling omdraaiden en begonnen te schieten (Parthisch schot). Surenas' troepen richtten een grote slachting aan, waardoor de Romeinen verpletterend verslagen werden. Marcus Licinius Crassus en zijn zoon en medebevelvoerder Publius Crassus werden gedood. De Romeinse legerstandaards werden buitgemaakt, wat door Romeinen als een grote blamage werd ervaren.
Ook Orodes had tegen de Armeniërs de overwinning behaald, maar het lijkt erop dat vanwege de slag bij Carrhae vooral Surenas' prestaties onder de Parthen hoog werden ingeschat. Omdat Orodes vreesde dat Surenas zich weleens tegen hem zou kunnen keren, liet hij hem in 52 v.Chr. ter dood brengen.

### Veroveringstochten van Pacorus (51-50 en 40-38 v.Chr.)
Nu Parthië had bewezen de Romeinen de baas te zijn, verlangde Orodes naar meer. Terwijl hij zelf het bestuur van het rijk voor zijn rekening nam, stuurde hij zijn oudste zoon en beoogd opvolger Pacorus I naar Syrië om zo het Parthische rijk uit te breiden. Veldtochten in 51 en 50 v.Chr. leverden echter slechts een tijdelijke bezetting van delen van Syria op. Cassius Longinus wist Pacorus beide keren uit Syrië te verdrijven.
In 40 v.Chr. liep, in de nasleep van de Slag bij Philippi (42 v.Chr.), de Romeinse veldheer Quintus Labienus over naar de Parthen. Orodes plande nu een nieuwe veldtocht naar het westen, onder aanvoering van Pacorus en Labienus. Syria werd al snel veroverd, waarbij de Romeinse legaat Lucius Decidius Saxa werd gedood. Ook Fenicië, Cilicia en een groot deel van Klein-Azië kwamen in Parthische handen. In Judea zette Pacorus de Romeins gezinde Hyrkanus II af en stelde hij Antigonus als koning aan. In 39 trok Publius Ventidius Bassus echter op last van Marcus Antonius op tegen de Parthen. Hij heroverde de gebieden ten westen van de Eufraat. Labienus en Pacorus sneuvelden (39 resp. 38 v.Chr.).

### Dood en opvolging (38 v.Chr.)
Orodes was zeer aangeslagen door de dood van Pacorus. Na een rouwperiode benoemde hij Phraates IV, zijn oudste toen nog levende zoon, als zijn nieuwe opvolger. Kort daarna vermoordde Phraates zijn vader en zijn andere broers en greep hij de macht.